# Синодальная № 42
Синодальная № 42 — рукопись 1625 года, первый учебник на русском языке по теоретической геометрии.
Хранится в Государственном историческом музее под шифром «Синодальная № 42».
Учебник опередил своё время более чем на 100 лет: первый сравнимый с ним учебник на русском языке «Краткое руководство по теоретической геометрии» Георга Вольфганга Крафта был издан в 1748 году.
В рукописи автором выражается надежда на печатное издание, которой не суждено было сбыться.
Рукопись не распространялась и в списках, таким образом, не могла повлиять существенно на образование в России.

## Автор и дата создания
Авторство рукописи в настоящее время приписывается прибывшему из Англии греку Ивану Елизарьевичу Альбертусу Долмацкому (XVII век, 1622—1640/49).

Однако ряд авторов более раннего времени считали, что указанный в тексте «Ивашко, князь Елизарьев сын» — это Иван Обрасланов Елизаров, упоминаемый в боярских книгах с 1627 по 1640 год.

В предисловии автор указывает, что «перевод» выполнен в 1625 году, что подтверждается водяным знаком на бумаге.
На той же бумаге был издан псалтырь 1632 года, за рубежом документы на этой бумаге появляются с 1623 года.
На аналогичной бумаге напечатана копия «Устава ратных и пушкарских дел», хранящаяся в Библиотеке Салтыкова-Щедрина (шифр Q-IX.3).

## Оформление

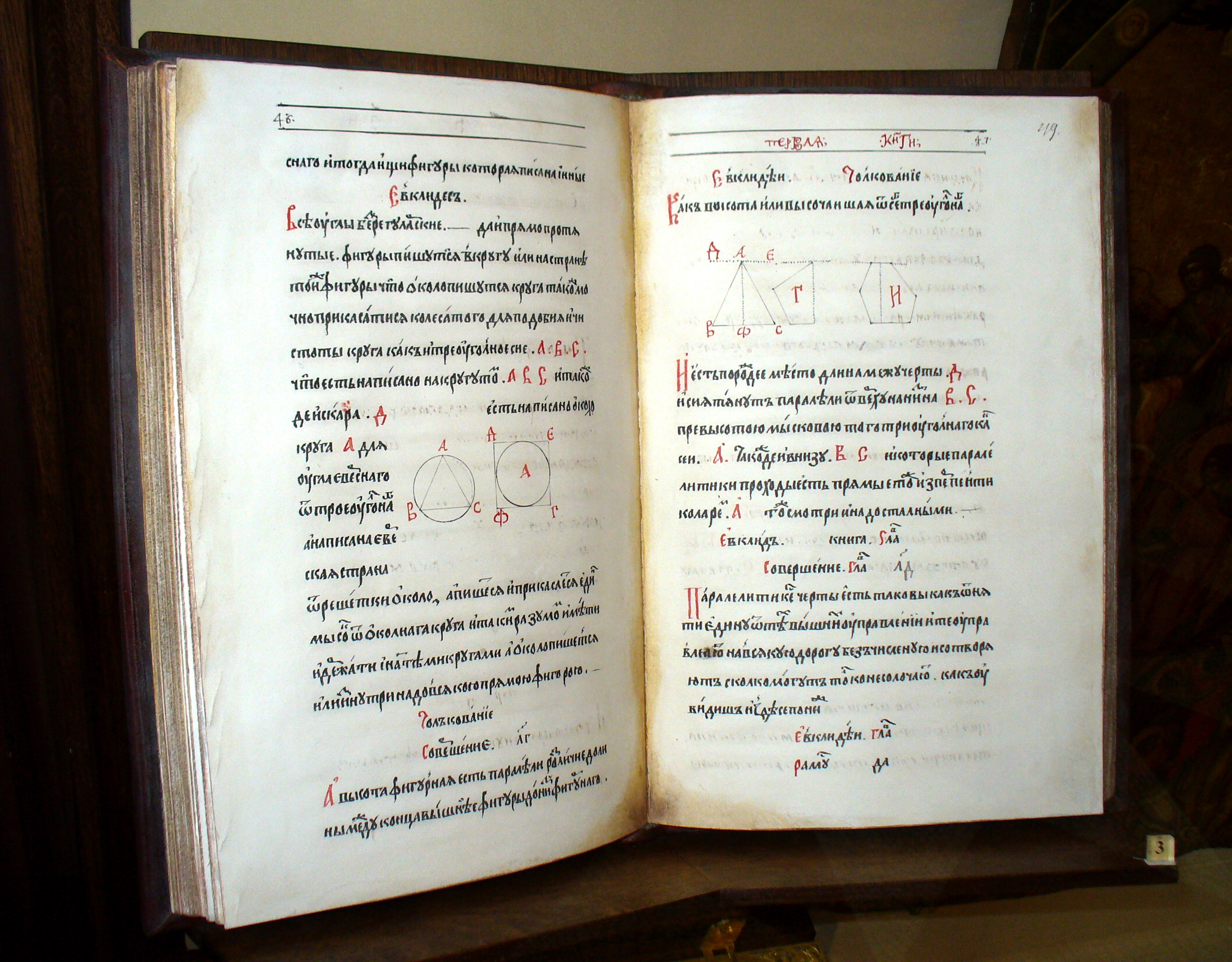

Объём рукописи — 173 листа размерами 37×24 см.
Написана полууставом XVII века; часть заглавных букв и обозначений выделена киноварью.
Рукопись украшена несколькими гравюрами; судя по сохранившимся буквам, они были вырезаны из неизвестного латинского учебника.
Вероятно, рукопись не была закончена; под конец автор перестаёт нумеровать страницы, путает несколько чертежей и не вносит обозначения на некоторые чертежи.

## Содержание
Рукопись включает некоторые исторические и географические сведения.
Автор утверждает, что перевод был выполнен с английского языка, однако учебник составлен из нескольких источников; таким образом, автор не только переводчик, но и составитель. Геометрическая часть рукописи состоит из двух книг, по две части в каждой.
Первая книга содержит переводы фрагментов из «Геометрии» Петра Рамуса, а также материалы из неустановленных источников.
Вторая часть представляет собой практически полный перевод учебника Джона Спайдела, изданный в Лондоне в 1616 году. По-видимому, именно этот учебник упоминается во втором предисловии как «английская землемерная книга 1616 года».

### Теоремы
- Теорема о вписанном угле.
- Теорема Пифагора и обратная к ней.
- Теорема Паппа о площадях.
- Теорема о равнобедренном треугольнике.
- Теорема о сумме углов треугольника.
- Теорема о биссектрисе.
- Теорема о степени точки относительно окружности.
- Теорема Фалеса.
- Устанавливается оценка на число пи: {\displaystyle {\tfrac {223}{71}}<\pi <{\tfrac {22}{7}}}.

### Терминология
Автор заимствует некоторые термины, например:
- ареа — площадь,
- архобоидес — параллелограмм,

Он также употребляет русские термины, по-видимому, изобретённые им самим:
- венец — окружность,
- верёвка — хорда,
- горбатая черта — дуга,
- кружальчик — циркуль,
- мысок — точка,
- провидение — построение,
- сподобление — подобие,
- столык — трапеция,
- тёмный угол — тупой угол,
- черта — линия,
- чертан — отрезок.